# Country (album)
Country je drugi album country sastava Plava trava zaborava. Osim klasičnih obrada, na albumu je zabilježena njihova prva autorska pjesma "Yugo Goes to Nashville". Gošće albuma bile su Margita Stefanović (iz Ekaterine Velike), te Vesna Srećković (prateći vokal).

## Popis pjesama
Strana A
1. "I'm Ready to Go" - 2:34
2. "Corina, Corina" - 2:48
3. "Voila, an American Dream" - 3:34
4. "Cripple Creek" - 3:05
5. "Thank God I'm a Country Girl" - 3:07
6. "Country Boy" - 3:05

Strana B
1. "Blue Moon of Kentucky" - 3:20
2. "Yugo Goes to Nashville" - 2:25
3. "Evangeline"  2:53
4. "Shot Full of Love" - 2:50
5. "I been to Georgeia on a Fast Train" - 2:46
6. "Take Me Home, Country Roads" - 2:55

## Izvođači
- Eduard Matešić - vokal, gitara, mandolina, banjo, udaraljke
- Rajka Sutlović - tamburin, vokal, mandolina
- Hrvoje Galeković - bubnjevi
- Vladimir Georgev - bas-gitara, banjo, vokal
- Davor Rodik - pedal steel gitara, vokal, udaraljke
- Branimir Bogunović - akustična gitara, gitara, prateći vokal
- Mirta Pleteršek - violina